# Доклад на Тейлър
Разследващ доклад за Трагедията на Стадион Хилзбъро, по-известен като Доклад Тейлър, е документ, чието развитие е ръководено от Лорд Тейлър Горсфорт, и който се отнася за последиците и причините довели до Трагедията Хилзбъро през 1989 г. През август 1989 е издаден временен доклад, а окончателния - през януари 1990. Той търси да открие причините, довели до трагедията, и да направи препоръки относно безопасността на спортни събития в бъдеще.
Докладът на Тейлър установява, че главната причина за бедствието е липсата на полицейски контрол. Той препоръчва всички големи стадиони да преминат към изцяло седящ модел, където всеки зрител с билет има свое седящо място. Футболната лига в Англия и Шотландската Футболна лига представят наредба, според която клубовете в горните дивизии (първите две дивизии в английската система) трябва да покрият препоръките до август 1994. В резултат повечето клубове ремонтират или реконструират (частично, а в някои случаи изцяло) стадионите си, докато други построяват нови стадиони на различни места.
Някои отбори започват да променят стадионите си преди правилото да влезе в сила.
В доклада се казва, че допускането на правостоящи не е непременно опасно, но правителството решава да го забрани изобщо.